# Clathria ferrea
Clathria ferrea är en svampdjursart som först beskrevs av de Laubenfels 1936.  Clathria ferrea ingår i släktet Clathria och familjen Microcionidae. Inga underarter finns listade i Catalogue of Life.